# InterContinental Hotels Group
InterContinental Hotels Group plc eller IHG Hotels & Resorts er en britisk multinational hotelkoncern. IHG driver 16 forskellige hotelkæder med i alt 5.984 hoteller.
Forretningens oprindelse kan spores tilbage til 1777, da William Bass etablerede Bass Brewery i Burton-upon-Trent. I 1969 lancerede Bass Charrington hotelkæden Crest Hotel, hvilket var virksomhedens første hotel.

## Brands
IHG's 16 brands inkluderer:

### The Luxury & Lifestyle Collection
- Six Senses Hotels Resorts Spas
- Regent Hotels & Resorts
- InterContinental Hotels & Resorts
- Kimpton Hotels & Restaurants
- Vignette Collection
- Hotel Indigo

### The Premium Collection
- Hualuxe Hotels & Resorts
- Crowne Plaza Hotels & Resorts
- Even Hotels
- Voco Hotels

### The Essentials Collection
- Holiday Inn
- Holiday Inn Express
- Avid Hotels

### The Suites Collection
- Atwell Suites
- Staybridge Suites
- Holiday Inn Club Vacations
- Candlewood Suites